# Tournoi de clôture du championnat du Costa Rica de football 2010
Navigation
Saison précédente Saison suivante
Le tournoi Clausura 2010 est le sixième tournoi saisonnier disputé au Costa Rica.
C'est cependant la 91e fois que le titre de champion du Costa Rica est remis en jeu.
Lors de ce tournoi, le Brujas Escazu a tenté de conserver  son titre de champion du Costa Rica face aux onze meilleurs clubs costariciens.
Chacun des douze clubs participant au championnat était confronté deux fois aux cinq autres équipes de son groupe et une fois aux six équipes de l'autre groupe. Puis les meilleurs se sont affrontés lors d'une phase finale à la fin de la saison.
Seulement une place était qualificative pour la Ligue des champions de la CONCACAF.

## Les 12 clubs participants
| \| San José: Deportivo Saprissa Universidad Aguilas Guanacastecas Municipal Pérez Zeledon AD Ramonense AD San Carlos I Brujas Escazu CS Cartagines CS Herediano ——San José / LD Alajuelense Puntarenas FC SD Santos ——San José \| Localisation des clubs. |
| San José: Deportivo Saprissa Universidad Aguilas Guanacastecas Municipal Pérez Zeledon AD Ramonense AD San Carlos I Brujas Escazu CS Cartagines CS Herediano ——San José / LD Alajuelense Puntarenas FC SD Santos ——San José                               |

| Club                    | Stade                                   | Capacité | Ville                  |
| Aguilas Guanacastecas   | Stade Edgardo Baltodano Briceño         | 6 500    | Liberia                |
| Municipal Pérez Zeledon | Stade Municipal Pérez Zeledón           | 6 000    | San Isidro del General |
| AD Ramonense            | Stade Carlos Roldan                     | 5 000    | San Ramón              |
| AD San Carlos           | Stade Carlos Ugalde Álvarez             | 5 600    | Ciudad Quesada         |
| Brujas Escazu           | Stade Jorge Hernán Monge                | 5 500    | Desamparados           |
| CS Cartagines           | Stade José Rafael Fello Meza Ivankovich | 13 500   | Cartago                |
| CS Herediano            | Stade Eladio Rosabal Cordero            | 8 100    | Heredia                |
| Deportivo Saprissa      | Stade Ricardo Saprissa                  | 23 100   | San José               |
| LD Alajuelense          | Stade Alejandro Morera Soto             | 17 900   | Alajuela               |
| Puntarenas FC           | Stade Lito Pérez                        | 4 100    | Puntarenas             |
| SD Santos               | Stade Ebal Rodríguez                    | 3 000    | Guápiles               |
| Universidad             | Stade Ecológico                         | 1 800    | San José               |

## Compétition
Le tournoi Clausura s'est déroulé de la même façon que les tournois saisonniers précédents, en deux phases :
- La phase de qualification : les seize journées de championnat.
- La phase finale : les matchs aller-retour allant des quarts de finale à la finale.

### Phase de qualification
Lors de la phase de qualification les douze équipes affrontent à deux reprises les équipes de leur groupe et une fois les équipes de l'autre groupe selon un calendrier tiré aléatoirement.
Les équipes sont divisées en deux groupes de six, les meilleures de chaque groupe sont directement qualifiées pour les demi-finales, les deuxièmes et troisièmes se qualifient pour les quarts de finale.
Le classement est établi sur le barème de points classique (victoire à 3 points, match nul à 1, défaite à 0).
Le départage final se fait selon les critères suivants :
- Le nombre de points.
- La différence de buts générale.
- La différence de buts particulière.
- Le nombre de buts marqué.

#### Classement
| Rang | Équipe                  | Pts | J  | G  | N | P | Bp | Bc | Diff |
| ---- | ----------------------- | --- | -- | -- | - | - | -- | -- | ---- |
| 1    | Deportivo Saprissa      | 35  | 16 | 10 | 5 | 1 | 26 | 12 | +14  |
| 2    | LD Alajuelense          | 34  | 16 | 11 | 1 | 4 | 19 | 6  | +13  |
| 3    | SD Santos (P)           | 20  | 16 | 6  | 2 | 8 | 18 | 19 | -1   |
| 4    | CS Cartagines           | 20  | 16 | 4  | 8 | 4 | 14 | 15 | -1   |
| 5    | Municipal Pérez Zeledon | 19  | 16 | 5  | 4 | 7 | 18 | 22 | -4   |
| 6    | Aguilas Guanacastecas   | 15  | 16 | 3  | 6 | 7 | 19 | 24 | -5   |

| Rang | Équipe            | Pts | J  | G | N  | P | Bp | Bc | Diff |
| ---- | ----------------- | --- | -- | - | -- | - | -- | -- | ---- |
| 1    | AD San Carlos     | 29  | 16 | 8 | 5  | 3 | 16 | 12 | +4   |
| 2    | CS Herediano      | 20  | 16 | 5 | 5  | 6 | 20 | 22 | -2   |
| 3    | Puntarenas FC     | 17  | 16 | 3 | 8  | 5 | 14 | 21 | -7   |
| 4    | Universidad       | 16  | 16 | 3 | 7  | 6 | 13 | 14 | -1   |
| 5    | AD Ramonense      | 16  | 16 | 2 | 10 | 4 | 15 | 18 | -3   |
| 6    | Brujas Escazu (T) | 13  | 16 | 2 | 7  | 7 | 11 | 18 | -7   |

| Légende : Qualifications et relégations | Légende : Qualifications et relégations                  |
| --------------------------------------- | -------------------------------------------------------- |
|                                         | Qualifié pour les demi-finales                           |
|                                         | Qualifié pour les quarts de finale                       |
|                                         | (T) : Tenant du titre (P) : Promu de la saison 2008-2009 |

#### Matchs
| Résultats (▼dom., ►ext.)                                   | Águi | Alaj | Bruj | Cart | Here | Muni | Punt | Ramo | SanC | Sant | Sapr | Univ |
| Aguilas Guanacastecas                                      |      | 1-2  | 0-2  | 0-1  | 2-1  | 5-1  |      |      | 1-1  | 2-3  | 2-3  |      |
| LD Alajuelense                                             | 3-0  |      | 2-0  | 2-0  | 1-0  | 1-0  |      |      | 1-0  | 1-0  | 1-0  |      |
| Brujas Escazu                                              |      |      |      | 1-1  | 4-2  | 0-0  | 0-0  | 1-1  | 1-2  | 0-2  |      | 1-1  |
| CS Cartagines                                              | 0-0  | 1-0  |      |      |      | 1-1  | 1-1  | 2-2  |      | 1-0  | 2-2  | 1-0  |
| CS Herediano                                               |      |      | 2-0  | 0-0  |      | 1-3  | 0-0  | 3-3  | 2-1  | 1-0  |      | 2-1  |
| Municipal Pérez Zeledon                                    | 2-2  | 1-0  |      | 3-2  |      |      | 2-3  | 2-0  |      | 1-0  | 1-1  | 0-2  |
| Puntarenas FC                                              | 0-1  | 1-0  | 0-0  |      | 2-2  |      |      | 2-1  | 2-2  |      | 2-2  | 0-2  |
| AD Ramonense                                               | 1-1  | 0-2  | 1-1  |      | 1-0  |      | 3-1  |      | 0-0  |      | 0-0  | 0-0  |
| AD San Carlos                                              |      |      | 1-0  | 1-0  | 0-0  | 1-0  | 1-0  | 1-0  |      | 2-1  |      | 1-1  |
| SD Santos                                                  | 1-1  | 1-3  |      | 2-1  |      | 1-0  | 4-0  | 1-1  |      |      | 0-2  | 2-1  |
| Deportivo Saprissa                                         | 3-1  | 1-0  | 1-0  | 0-0  | 3-2  | 2-1  |      |      | 2-0  | 2-0  |      |      |
| Universidad                                                | 0-0  | 0-0  | 2-0  |      | 1-2  |      | 0-0  | 1-1  | 1-2  |      | 0-2  |      |
| - Victoire à domicile - Match nul - Victoire à l'extérieur |      |      |      |      |      |      |      |      |      |      |      |      |

#### Classement cumulatif
| Rang | Équipe                  | Pts | J  | G  | N  | P  | Bp | Bc | Diff |
| ---- | ----------------------- | --- | -- | -- | -- | -- | -- | -- | ---- |
| 1    | Deportivo Saprissa (C)  | 59  | 32 | 16 | 11 | 5  | 45 | 29 | +16  |
| 2    | LD Alajuelense          | 57  | 32 | 17 | 6  | 9  | 40 | 22 | +18  |
| 3    | CS Herediano            | 49  | 32 | 14 | 7  | 11 | 40 | 38 | +2   |
| 4    | Municipal Pérez Zeledon | 48  | 32 | 13 | 9  | 10 | 41 | 42 | -1   |
| 5    | CS Cartagines           | 44  | 32 | 11 | 11 | 10 | 35 | 31 | +4   |
| 6    | SD Santos (P)           | 41  | 32 | 11 | 8  | 13 | 32 | 37 | -5   |
| 7    | AD San Carlos           | 40  | 32 | 10 | 10 | 12 | 25 | 35 | -10  |
| 8    | Aguilas Guanacastecas   | 39  | 32 | 10 | 9  | 13 | 44 | 46 | -2   |
| 9    | Puntarenas FC           | 37  | 32 | 8  | 13 | 11 | 31 | 42 | -11  |
| 10   | Brujas Escazu (C)       | 36  | 32 | 8  | 12 | 12 | 30 | 35 | -5   |
| 11   | Universidad             | 32  | 32 | 7  | 11 | 14 | 34 | 34 | 0    |
| 12   | AD Ramonense            | 32  | 32 | 5  | 17 | 10 | 28 | 34 | -6   |

| Légende : Qualifications et relégations | Légende : Qualifications et relégations                                                |
| --------------------------------------- | -------------------------------------------------------------------------------------- |
|                                         | Ligue des champions de la CONCACAF 2010-2011 (Phase de groupes)                        |
|                                         | Ligue des champions de la CONCACAF 2010-2011 (Tour préliminaire)                       |
|                                         | Relégué en Segunda División                                                            |
|                                         | (C) : Vainqueur d'un des deux tournois de la saison (P) : Promu de la saison 2008-2009 |

### La Phase Finale
Les six équipes qualifiées sont réparties dans le tableau final d'après leur classement général, le deuxième affrontant le troisième de l'autre groupe lors des quarts de finale puis les vainqueurs des quarts affrontant les premiers de chaque groupe lors des demi-finales.
En cas d'égalité sur la somme des deux matchs, des prolongations puis une séance de tirs au but ont lieu.

#### Tableau
|  |                |               |                |               |                    |      |   |                    |            |            |            |            |  |  |        |        |        |        |        |  |  |
|  | 1/4 de finale  | 1/4 de finale | 1/4 de finale  | 1/4 de finale | 1/4 de finale      |      |   | 1/2 finale         | 1/2 finale | 1/2 finale | 1/2 finale | 1/2 finale |  |  | Finale | Finale | Finale | Finale | Finale |  |  |
|  |                |               |                |               |                    |      |   |                    |            |            |            |            |  |  |        |        |        |        |        |  |  |
|  |                |               |                |               |                    |      |   |                    |            |            |            |            |  |  |        |        |        |        |        |  |  |
|  | CS Herediano   | (B2)          | 1              | 1             |                    |      |   |                    |            |            |            |            |  |  |        |        |        |        |        |  |  |
|  | CS Herediano   | (B2)          | 1              | 1             |                    |      |   |                    |            |            |            |            |  |  |        |        |        |        |        |  |  |
|  | SD Santos      | (A3)          | 2              | 1             |                    |      |   |                    |            |            |            |            |  |  |        |        |        |        |        |  |  |
|  | SD Santos      | (A3)          | 2              | 1             | Deportivo Saprissa | (A1) | 1 | 0                  |            |            |            |            |  |  |        |        |        |        |        |  |  |
|  |                |               |                |               |                    | (A1) | 1 | 0                  |            |            |            |            |  |  |        |        |        |        |        |  |  |
|  |                |               | SD Santos      | (A3)          | 0                  | 0    |   |                    |            |            |            |            |  |  |        |        |        |        |        |  |  |
|  |                |               |                |               |                    | 0    |   |                    |            |            |            |            |  |  |        |        |        |        |        |  |  |
|  |                |               |                |               |                    |      |   |                    |            |            |            |            |  |  |        |        |        |        |        |  |  |
|  |                |               |                |               |                    |      |   |                    |            |            |            |            |  |  |        |        |        |        |        |  |  |
|  |                |               |                |               |                    |      |   | Deportivo Saprissa | (A1)       | 4          | 3          |            |  |  |        |        |        |        |        |  |  |
|  |                |               |                |               |                    |      |   | Deportivo Saprissa | (A1)       | 4          | 3          |            |  |  |        |        |        |        |        |  |  |
|  |                | AD San Carlos | (B1)           | 2             | 0                  |      |   |                    |            |            |            |            |  |  |        |        |        |        |        |  |  |
|  |                |               |                |               |                    |      |   |                    |            |            |            |            |  |  |        |        |        |        |        |  |  |
|  |                |               |                |               |                    |      |   |                    |            |            |            |            |  |  |        |        |        |        |        |  |  |
|  |                |               |                |               |                    |      |   |                    |            |            |            |            |  |  |        |        |        |        |        |  |  |
|  | AD San Carlos  | (B1)          | 1              | 2             |                    |      |   |                    |            |            |            |            |  |  |        |        |        |        |        |  |  |
|  | AD San Carlos  | (B1)          | 1              | 2             |                    |      |   |                    |            |            |            |            |  |  |        |        |        |        |        |  |  |
|  |                |               | LD Alajuelense | (A2)          | 1                  | 1    |   |                    |            |            |            |            |  |  |        |        |        |        |        |  |  |
|  | LD Alajuelense | (A2)          | LD Alajuelense | (A2)          | 1                  | 1    | 2 | 3                  |            |            |            |            |  |  |        |        |        |        |        |  |  |
|  | LD Alajuelense | (A2)          |                |               |                    |      | 2 | 3                  |            |            |            |            |  |  |        |        |        |        |        |  |  |
|  | Puntarenas FC  | (B3)          | 1              | 2             |                    |      |   |                    |            |            |            |            |  |  |        |        |        |        |        |  |  |
|  | Puntarenas FC  | (B3)          | 1              | 2             |                    |      |   |                    |            |            |            |            |  |  |        |        |        |        |        |  |  |

#### Quarts de finale
| Club           | Aller | Retour | Club          | Commentaire |
| CS Herediano   | 1-2   | 1-1    | SD Santos     |             |
| LD Alajuelense | 2-1   | 3-2    | Puntarenas FC |             |

#### Demi-finales
| Club               | Aller | Retour | Club           | Commentaire |
| Deportivo Saprissa | 1-0   | 0-0    | SD Santos      |             |
| AD San Carlos      | 1-1   | 2-1    | LD Alajuelense |             |

#### Finale
| Match aller | AD San Carlos    | 2:4 | Deportivo Saprissa | Stade Carlos Ugalde Álvarez |  |
| 9 mai       | Buteurs inconnus |     | Buteurs inconnus   |                             |  |

| Match retour | Deportivo Saprissa | 3:0 | AD San Carlos | Stade Ricardo Saprissa |  |
| 15 mai       | Buteurs inconnus   |     |               |                        |  |

## Bilan du tournoi
| Tableau d'Honneur |                    |
| Compétition       | Vainqueur          |
| Clausura 2010     | Deportivo Saprissa |

| Qualifications continentales 2010-2011 |                    |
| Ligue des champions                    | Qualifiés          |
| Phase de groupes                       | Deportivo Saprissa |
| Tour Préliminaire                      | Brujas Escazu      |

| Promotions et relégations   |              |
| Relégué en Segunda División | AD Ramonense |
| Promu de Segunda División   | Limon FC     |